# Waste It on Me
"Waste It on Me" é uma canção do DJ norte- americano Steve Aoki em parceria com o BTS. A faixa é a primeira música do BTS cantada totalmente em inglês, foi lançada no dia 25 de outubro de 2018 em formato digital.  

## Faixas e formatos
| Download digital |                  |         |  |
| N.º              | Título           | Duração |  |
| 1.               | "Waste It On Me" | 3:12    |  |

## Histórico de lançamento
| País  | Data                  | Formato(s)                  | Gravadora |
| ----- | --------------------- | --------------------------- | --------- |
| Mundo | 24 de outubro de 2018 | Download digital, streaming | Ultra     |